# Bakeriana obscura
Bakeriana obscura är en insektsart som beskrevs av Evans 1966. Bakeriana obscura ingår i släktet Bakeriana och familjen dvärgstritar. Inga underarter finns listade i Catalogue of Life.